# Suze Robertson
Suze Robertson Robertson (L'Aia, 17 dicembre 1855 – L'Aia, 18 ottobre 1922) è stata una pittrice olandese.
Apparteneva a un gruppo di artisti noti come Amsterdamse Joffers.

## Biografia
Suze Robertson nacque in una famiglia di mercanti. Sua madre morì quando aveva due anni e fu cresciuta dagli zii. Dimostrò un precoce talento per il disegno e iniziò gli studi nel 1874 alla Royal Academy of Art a L'Aia dove fu allieva di Jan Philip Koelman. Nel 1876 seguì lezioni di disegno all'Università tecnica di Delft.
Fino al 1882 insegnò disegno a ragazze a Rotterdam mentre prendeva lezioni la domenica da Petrus van der Velden a L'Aia e dopo scelse la carriera di artista. Le sue opere di persone semplici in interni di fattorie e scene rudi di vita contadina ricordano I mangiatori di patate di Van Gogh. Si racconta, tra l'altro, che ammirassero reciprocamente i loro lavori.
Durante il suo periodo a Rotterdam, Suze Robertson suscitò uno scandalo insistendo affinché le sue allieve potessero disegnare dal vero su modelli di nudo, rivendicando per le donne gli stessi diritti formativi riservati agli uomini. Sposò il pittore Richard Bisschop nel 1892 e divenne membro del Pulchri Studio e della società Arti et Amicitiae. Negli anni successivi espose ampiamente e vinse diverse medaglie, tra cui un bronzo nel 1900 all'Esposizione di Parigi. Nel 1907 il suo lavoro fu esposto all'apertura apertura della nuova filiale della Larensche Kunsthandel ad Amsterdam, dove vendette opere per un totale di 10.000 fiorini, all'epoca una sorta di record.